# Aclerda pasquieri
Aclerda pasquieri är en insektsart som beskrevs av Alfred Serge Balachowsky 1939. Aclerda pasquieri ingår i släktet Aclerda och familjen Aclerdidae.
Artens utbredningsområde är Algeriet. Inga underarter finns listade i Catalogue of Life.